# Ekwatoria Zachodnia
Ekwatoria Zachodnia (ang. Western Equatoria; d. arab. غرب الاستوائي – Gharb al-Istiwa’ijja) – jeden z 10 stanów Sudanu Południowego, istniejący do 2015 roku (wówczas to podzielony został na stany: Amadi, Gbudwe i Maridi) i ponownie od 2020 roku; wchodzi w skład regionu Ekwatoria. Obejmuje powierzchnię 79 343 km², zamieszkaną przez 619 029 osób. Graniczył ze stanami Lakes, Warrap i Bahr el Ghazal Zachodni na północy, Republiką Środkowoafrykańską na zachodzie, z Demokratyczną Republiką Konga na południu, oraz ze stanem Ekwatoria Środkowa na wschodzie. Stolicą stanu jest Yambio.
Do 2015 Ekwatoria Zachodnia dzieliła się na 10 hrabstw:
- Ezo;
- Ibba;
- Maridi;
- Mundri East;
- Mundri West;
- Mvolo;
- Nagero;
- Nzara;
- Tambura;
- Yambio.